# Cải tạo kinh tế tại Việt Nam
Cải tạo kinh tế là một chính sách được thực thi tại các tỉnh phía Bắc sau 1954 và tại các tỉnh phía Nam mà chủ yếu là Thành phố Hồ Chí Minh sau ngày 30 tháng 4 năm 1975 với mục tiêu "xoá bỏ chế độ chiếm hữu tư bản chủ nghĩa về tư liệu sản xuất, xoá bỏ bóc lột tư bản chủ nghĩa, xoá bỏ giai cấp tư sản". Khi được áp dụng trong lĩnh vực công thương nghiệp, chính sách này mang tên cải tạo công thương nghiệp hay cải tạo công thương nghiệp tư doanh hay cải tạo công thương nghiệp tư bản tư doanh.

## Cải tạo kinh tế tại miền Bắc Việt Nam
Trước tiên, vấn đề cải tạo này đã được thực hiện tại miền Bắc sau năm 1954. Năm 1958, Chủ tịch Hồ Chí Minh công bố: Thời kỳ khôi phục kinh tế đã kết thúc và mở đầu thời kỳ phát triển kinh tế một cách có kế hoạch.
Tháng 11 năm 1958, Đảng Lao động quyết định đề ra kế hoạch phát triển kinh tế, văn hóa trong 3 năm 1958–1960 và tiến hành cải tạo xã hội chủ nghĩa (bao gồm hợp tác hoá nông nghiệp và cải tạo tư bản tư doanh), kế hoạch phát triển và cải tạo kinh tế, phát triển văn hóa của Chính phủ Việt Nam Dân chủ Cộng hòa được Quốc hội thông qua ngày 14 tháng 12 năm 1958.
Từ ngày 16 đến ngày 30 tháng 4 năm 1959 và từ ngày 1 đến ngày 10 tháng 6 năm 1959, tại Hà Nội, Ban Chấp hành Trung ương Đảng khoá II đã họp Hội nghị lần thứ 16 (mở rộng) và ra Nghị quyết Về vấn đề hợp tác hoá nông nghiệp và cải tạo công thương nghiệp tư bản tư doanh theo chủ nghĩa xã hội. Nghị quyết Hội nghị này khẳng định: "Một trong những nhiệm vụ của cách mạng xã hội chủ nghĩa là xoá bỏ kinh tế tư bản tư doanh, xoá bỏ chế độ chiếm hữu tư bản chủ nghĩa về tư liệu sản xuất, xoá bỏ bóc lột tư bản chủ nghĩa, xoá bỏ giai cấp tư sản."
Sau đó chủ trương này được khẳng định nhiều lần là "xóa bỏ giai cấp tư bản và kinh doanh tư bản chủ nghĩa". Hội nghị này xác định: "Đảng chủ trương từng bước "cải tạo hoà bình" công thương nghiệp tư bản tư doanh nhằm cải tạo quan hệ sản xuất tư bản chủ nghĩa, xoá bỏ chế độ chiếm hữu tư nhân về tư liệu sản xuất, giải phóng công nhân trong xí nghiệp tư bản tư doanh; cải tạo người tư sản thành người lao động; đẩy mạnh sản xuất, cải tiến quản lý trong các xí nghiệp; giáo dục, tuyên truyền tư tưởng xã hội chủ nghĩa.
Trong thời kỳ khôi phục kinh tế (1954–1957), Đảng đã thi hành chính sách sử dụng, hạn chế, bước đầu cải tạo công thương nghiệp tư bản tư doanh. Hội nghị này phân tích: "Sử dụng, hạn chế và cải tạo là ba mặt liên quan mật thiết với nhau. Để sử dụng, phải hạn chế, có hạn chế được mới sử dụng được tốt, và đồng thời với việc sử dụng và hạn chế, thì phải cải tạo kinh tế tư bản tư doanh từng bước từ hình thức thấp lên hình thức cao, tiến đến hoàn toàn cải tạo".
Hội nghị cho rằng đã có đủ điều kiện để đẩy cuộc vận động hoà bình cải tạo công thương nghiệp tư bản tư doanh tiến tới một bước quyết định, đưa xí nghiệp tư bản tư doanh từ hình thức thấp và vừa lên hình thức cao của chủ nghĩa tư bản nhà nước, chủ yếu là hình thức công tư hợp doanh, chuyển chế độ chiếm hữu tư bản chủ nghĩa về căn bản thành chế độ sở hữu của Nhà nước và trên cơ sở quan hệ sản xuất mới đó, biến dần người tư sản dân tộc thành người lao động. Hội nghị đã đề ra hình thức cải tạo và những chính sách cụ thể. Hình thức xí nghiệp công tư hợp doanh là hình thức chủ yếu để cải tạo những xí nghiệp tương đối lớn, quan trọng; ngoài ra, các xí nghiệp khác sẽ cải tạo theo hình thức xí nghiệp hợp tác. Những chính sách cụ thể nhằm thực hiện tốt các hình thức cải tạo đã được hội nghị đề ra như: kiểm kê và định giá tài sản; định chính sách lãi và mức lãi; xếp công việc cho người tư sản và gia đình họ...

### Cải tạo nông nghiệp
Đến cuối năm 1960, ở miền Bắc có 84,8% số hộ nông dân đã gia nhập hợp tác xã, chiếm 76% tổng diện tích canh tác, 520 hợp tác xã ngư nghiệp chiếm 77,2% tổng số hộ đánh cá, có 269 hợp tác xã nghề muối chiếm 85% tổng số hộ làm muối.

### Cải tạo công nghiệp
Tại miền Bắc thời kỳ này, đại đa số gia đình tư sản, tiểu tư sản đã bị tịch thu tài sản và đi tập trung cải tạo. Chỉ đến 1960, cơ bản tư sản đã bị tiêu diệt, chỉ còn thành phần kinh doanh nhỏ lẻ vẫn bị lên kế hoạch tiêu diệt tiếp. Đến giữa năm 1960, việc cải tạo công thương nghiệp tư bản tư doanh đã mở rộng trong 31 tỉnh và thành phố. Tư bản lớn (thực chất chỉ là cỡ vừa) đã bị diệt xong. Đối tượng cải tạo trong đợt này phần lớn là tư sản loại nhỏ và vừa, kinh doanh thuộc nhiều ngành nghề. Người chỉ đạo công tác này trong thời gian đó là ông Nguyễn Duy Trinh.
Sau 3 năm cải tạo kinh tế (1958–1960), ở thành thị, 100% số cơ sở công nghiệp tư bản tư doanh thuộc diện cải tạo đã được tổ chức thành xí nghiệp công tư hợp doanh, xí nghiệp hợp tác, 1.553 doanh nhân thành người lao động. Có 90% tổng số thợ thủ công trong diện cải tạo đã tham gia các hợp tác xã thủ công nghiệp, trong đó hơn 70.000 thợ thủ công chuyển sang sản xuất nông nghiệp.

### Cải tạo thương nghiệp
Trong lĩnh vực thương nghiệp, đến 60% tổng số người buôn bán nhỏ, làm dịch vụ, kinh doanh ngành ăn uống thuộc diện cải tạo đã tham gia hợp tác xã, tổ mua bán, làm đại lý cho thương nghiệp quốc doanh và trên 10.000 người đã chuyển sang sản xuất.

## Cải tạo kinh tế tại miền Nam Việt Nam

### Cải tạo công nghiệp
Cho đến Ngày thống nhất, Sài Gòn đã có cả một cơ sở vật chất, kinh tế kỹ thuật lớn nhất miền Nam và khu vực, nơi tập trung hơn 80% năng lực sản xuất công nghiệp cả miền Trung, miền Nam. Ở đây tập trung hơn 38.000 cơ sở công nghiệp, tiểu thủ công nghiệp lớn nhỏ, trong đó có 766 công ty và 8.548 cơ sở công nghiệp tư nhân.
Một đặc trưng của kinh tế Sài Gòn là sự kiểm soát của giới thương nhân người Hoa đối với nền kinh tế. Trước năm 1975, ở miền Nam, Hoa kiều kiểm soát gần như toàn bộ các vị trí kinh tế quan trọng, và đặc biệt nắm chắc 3 lĩnh vực quan trọng: sản xuất, phân phối và tín dụng. Đến cuối năm 1974, người Hoa kiểm soát hơn 80% các cơ sở sản xuất của các ngành công nghiệp thực phẩm, dệt may, hóa chất, luyện kim, điện... và gần như đạt được độc quyền thương mại: 100% bán buôn, hơn 50% bán lẻ và 90% xuất nhập khẩu.
Vấn đề về người Hoa càng thêm phần trầm trọng khi họ treo quốc kỳ Trung Quốc và ảnh Mao Trạch Đông trong vùng Chợ Lớn, quan hệ giữa Việt Nam và Trung Quốc lúc này đang xấu đi nhanh chóng, người Hoa ở Chợ Lớn thì tổ chức biểu tình đòi giữ quốc tịch Trung Quốc. Những điều này làm cho chính phủ Việt Nam lo lắng về nguy cơ đất nước bị rối loạn cả từ bên trong lẫn từ bên ngoài và coi Hoa kiều là một tổ chức bí mật sẵn sàng tiếp tay cho Trung Quốc để phá hoại. Chính phủ Việt Nam e ngại rằng Trung Quốc có thể sử dụng sức mạnh kinh tế của Hoa kiều để ép Việt Nam phải tuân theo các chính sách của mình, sự giàu có của cộng đồng Hoa kiều đã trở thành mối đe dọa đối với chính quyền Việt Nam. Vấn đề Hoa kiều được chính phủ Việt Nam xem là một thử thách đối với chủ quyền quốc gia hơn là một vấn đề nội bộ đơn giản. Chính sách của Việt Nam năm 1976 (tịch thu tài sản của tư sản người Hoa) được tiến hành trong bối cảnh này.
Ngày 4 tháng 9 năm 1975, Chính phủ Cộng hòa Miền Nam Việt Nam tiến hành Chiến dịch cải tạo tư sản miền Nam lần I. Ngày 15 tháng 7 năm 1976, Bộ Chính trị Đảng Lao động Việt Nam ra Nghị quyết 254/NQ/TW về những công tác trước mắt ở miền Nam, hoàn thành việc xoá bỏ giai cấp tư sản mại bản, tiến hành cải tạo công thương nghiệp tư bản tư doanh. Tháng 12 năm 1976, chính phủ Cộng hòa Xã hội chủ nghĩa Việt Nam tiến hành Chiến dịch cải tạo tư sản lần II. Tiếp theo, Hội nghị Bộ Chính trị Đảng Cộng sản Việt Nam tháng 3 năm 1977 quyết định hoàn thành về cơ bản nhiệm vụ cải tạo xã hội chủ nghĩa đối với công thương nghiệp tư bản tư doanh miền Nam trong 2 năm 1977–1978.
Tại trung ương lúc đó có một ban chuyên thực hiện cải tạo công thương nghiệp tư doanh có tên Ban cải tạo công thương nghiệp tư doanh Trung ương. Đến năm 1983, Ban này được giải tán, song lại thành lập Vụ cải tạo công thương nghiệp tư doanh thuộc Văn phòng Hội đồng Bộ trưởng. Tại Thành phố Hồ Chí Minh, lúc đó, ông Đỗ Mười là người đứng ra thực hiện công tác cải tạo và làm rất tích cực.
Để thực thi, những tổ công tác mật được gấp rút thành lập, bắt đầu rà soát, lên danh sách những hộ gia đình kinh doanh, những gia đình giàu có phải vào diện "cải tạo tư sản". Nguyên tắc hàng đầu của các chiến dịch này là bí mật, bất ngờ. Những ông chủ, bà chủ chỉ bàng hoàng nhận biết những gì xảy ra khi cửa mở và tổ công tác đặc biệt bất ngờ có mặt, đọc quyết định "kê biên tài sản" của họ. Những cửa hàng, nhà cửa bị tịch thu trở thành tài sản công và thường sẽ thành một cửa hàng quốc doanh hoặc thậm chí nhà ở cho cán bộ. Tài sản bị niêm phong xong, mọi người trong gia đình đó phải chuẩn bị nhận quyết định đi "xây dựng vùng kinh tế mới".
Những nhà tư sản lớn của Sài Gòn – Thành phố Hồ Chí Minh thời đó phần lớn đã di tản ra nước ngoài, thành phố chỉ còn các doanh nghiệp loại vừa như các chủ nhà in, chủ xưởng thủ công, chủ cửa hàng, cửa hiệu... Các ông chủ này; kể cả những người làm nghề chuyên môn và chỉ là tiểu chủ như chủ hiệu thuốc tây bị buộc phải kê khai tài sản, vốn liếng rồi trưng thu, tịch thu, trưng mua và buộc họ không được làm kinh doanh, phải chuyển qua sản xuất nông nghiệp, nhiều người phải rời khỏi thành phố. Nhiều cửa hàng nhỏ, vốn liếng chẳng có bao nhiêu, một số tiệm ăn, tiệm cà phê... cũng bị niêm phong, định giá và chuyển qua sản xuất quốc doanh, hợp tác xã.
Nhà nước đã quốc hữu hoá và chuyển thành xí nghiệp quốc doanh đối với các xí nghiệp công quản và xí nghiệp "tư sản mại bản", tư sản bỏ chạy ra nước ngoài. Có 1.354 cơ sở với 130.000 công nhân được quốc hữu hoá, bằng 34% số cơ sở và 55% số công nhân. Thành lập xí nghiệp hợp tác xã, gia công, đặt hàng: 1.600 cơ sở với trên 70.000 công nhân, chiếm 45% số cơ sở và khoảng 30% số công nhân trên toàn miền Nam. Số cơ sở công nghiệp tư bản tư doanh còn lại chiếm khoảng 6% về cơ sở và 5% về công nhân, trong tổng số xí nghiệp công nghiệp tư doanh. Trong năm 1976, "tư sản mại bản" và tư sản lớn trong công nghiệp miền Nam bị xoá bỏ. Năm 1978, nhà nước hoàn thành căn bản cải tạo tư sản công nghiệp loại vừa và nhỏ ở miền Nam, xoá bỏ việc người Hoa kiểm soát nhiều ngành công nghiệp. Đến tháng 5 năm 1979, tất cả các xí nghiệp công quản lúc đầu ở miền Nam đều đã được chuyển thành xí nghiệp quốc doanh. Trong những năm 1977–1978, việc cải tạo các ngành nghề tiểu thủ công nghiệp miền Nam được thực hiện. Tiểu thủ công nghiệp được tổ chức lại và đưa vào hợp tác xã. Tới cuối năm 1985, số cơ sở tiểu thủ công nghiệp miền Nam đã có 2.937 hợp tác xã chuyên nghiệp, 10.124 tổ sản xuất chuyên nghiệp, 3.162 hợp tác xã nông nghiệp – tiểu thủ công nghiệp, 529 hợp tác xã và 920 hộ tư nhân cá thể.

### Cải tạo thương nghiệp
Đến đầu năm 1979, Nhà nước đã buộc 60.000 hộ (chiếm 26% tổng số hộ kinh doanh hàng công nghiệp) kinh doanh các mặt hàng vật tư và hàng công nghiệp do nhà nước quản lý phải chấm dứt hoạt động. Trưng mua hàng hóa của 30.000 hộ (chiếm 13% tổng số hộ kinh doanh hàng công nghiệp). Nhà nước cũng chuyển 42.000 người buôn bán sang sản xuất, chuyển hơn 8.000 người sang hoạt động trong hệ thống thương nghiệp quốc doanh.

### Cải tạo các ngành khác
Sau khi thực hiện cải tạo xã hội chủ nghĩa, nhà nước đã quốc hữu hóa hoặc chuyển sang hình thức công tư hợp doanh khoảng 700 cơ sở xay xát nông sản tư nhân.
Trong lĩnh vực vận tải, nhà nước đã quốc hữu hóa các phương tiện vận tải do tư nhân sở hữu hoặc đưa các phương tiện này vào các công ty công tư hợp doanh và các hợp tác xã cơ giới. Nhà nước đã thành lập 15 xí nghiệp quốc doanh và 46 xí nghiệp công tư hợp doanh với hơn 16.000 xe (chiếm 76% tổng số xe), nhà nước cũng thành lập 199 hợp tác xã cơ giới đường bộ với gần 20.000 xe. Nhà nước quốc hữu hóa 17 tàu vận tải biển, quốc hữu hóa và chuyển sang hình thức công tư hợp doanh đối với 500 tàu vận tải đường sông, tổ chức 25 hợp tác xã vận tải đường sông với hơn 500 tàu.
Trong lĩnh vực xây dựng, nhà nước đã quốc hữu hóa, chuyển đổi các cơ sở sản xuất vật liệu xây dựng của tư nhân thành 10 xí nghiệp quốc doanh, 22 xí nghiệp công tư hợp doanh. Đã thực hiện cải tạo 150 nhà thầu xây dựng tư nhân để thành lập 8 xí nghiệp quốc doanh, 16 xí nghiệp công tư hợp doanh. Khoảng 10.000 công nhân xây dựng trong tổng số 16.000 người được tạo việc làm.